# Кюиссар, Антуан
Антуа́н Кюисса́р (фр. Antoine Cuissard; 19 июля 1924 или 19 августа 1924, Сент-Этьен — 3 ноября 1997, Сен-Бриё) — французский футболист, игравший на позиции полузащитника. Участник чемпионата мира 1954 года.

## Биография

### Клубная карьера
Кюиссар начал карьеру в клубе «Сент-Этьен», за который отыграл два сезона, став в 1946 году вице-чемпионом страны. Летом 1946 года Кюиссар перешёл в «Лорьян», в котором отыграл один сезон. По окончании сезона покинул «Лорьян» и вернулся в «Сент-Этьен», в котором продолжил карьеру и отыграл пять сезонов, став одним из ключевых игроков «зелёных».
В 1952 году он перешёл в «Канн». за который играл в течение одного сезона. Покинув «Канн», играл за «Ниццу» и «Ренн», в котором он завершил игровую карьеру.

### Карьера в сборной
В составе сборной Франции был в заявке на чемпионате мира 1954 года, но на турнире на поле так и не вышел. Всего за сборную Франции сыграл 27 матчей и забил 1 гол.

### Тренерская карьера
Тренировал французские клубы «Лорьян» (1959—1960, 1967—1969), «Ренн» (1961—1964, 1975—1976), «Аяччо» (1971—1972) и швейцарский «Веве» (1972—1974).

### Смерть
Скончался 3 ноября 1997 года в возрасте 73 лет.

## Достижения
«Ренн»
- Чемпион Франции (Лига 2) (1): 1955/56